# 경기도수원교육지원청
경기도수원교육지원청(京畿道水原敎育支援廳, Suwon Office of Education)은 경기도 수원시를 관할하는 경기도교육청 산하에 속한 교육지원청이다.
교육장은 장학관으로 보한다. 경기도의 각 교육지원청 교육장은 장학관으로 보하고 사무와 인사 권한을 가진다. 유치원과 초·중학교로 제한됐던 사무와 인사 권한을 고등학교와 특수학교까지 포함한다. 수원시 권선구, 영통구, 장안구, 팔달구에는 공립 264개교, 사립 113개교, 단설 10개교가 운영되고 있다.

## 산하기관

### 유치원
|  |

### 초등학교
권선구
| - 고색초등학교 - 고현초등학교 - 곡반초등학교 - 곡선초등학교 - 곡정초등학교 - 구운초등학교 - 권선초등학교 - 남수원초등학교 | - 능실초등학교 - 당수초등학교 - 명당초등학교 - 상촌초등학교 - 서평초등학교 - 서호초등학교 - 선행초등학교 - 세곡초등학교 | - 세류초등학교 - 수원가온초등학교 - 수원금곡초등학교 - 수원선일초등학교 - 수원신곡초등학교 - 수원중촌초등학교 - 안룡초등학교 - 오목초등학교 | - 오현초등학교 - 일월초등학교 - 입북초등학교 - 칠보초등학교 - 탑동초등학교 - 호매실초등학교 - 효정초등학교 - 효탑초등학교 |

영통구
| - 광교초등학교 - 대선초등학교 - 동수원초등학교 - 매원초등학교 - 매탄초등학교 - 매현초등학교 - 산남초등학교 | - 산의초등학교 - 소화초등학교(사립) - 수원매화초등학교 - 신성초등학교 - 신영초등학교 - 신풍초등학교 - 영덕초등학교 | - 영동초등학교 - 영일초등학교 - 영통초등학교 - 원일초등학교 - 원천초등학교 - 이의초등학교 - 잠원초등학교 | - 중앙기독초등학교(사립) - 청명초등학교 - 태장초등학교 - 황곡초등학교 - 효동초등학교 - 효원초등학교 |

장안구
| - 다솔초등학교 - 대평초등학교 - 동신초등학교 - 명인초등학교 - 상률초등학교 - 송림초등학교 | - 송원초등학교 - 송죽초등학교 - 수성초등학교 - 수일초등학교 - 영화초등학교 | - 율전초등학교 - 정자초등학교 - 정천초등학교 - 조원초등학교 - 창용초등학교 | - 천일초등학교 - 천천초등학교 - 파장초등학교 - 한일초등학교 - 효천초등학교 |

팔달구
| - 남창초등학교 - 매산초등학교 - 매여울초등학교 - 수원초등학교 | - 숙지초등학교 - 신풍초등학교 신풍분교 - 연무초등학교 - 우만초등학교 | - 율현초등학교 - 인계초등학교 - 지동초등학교 - 팔달초등학교 | - 화서초등학교 - 화양초등학교 - 화홍초등학교 - 효성초등학교 |

### 중학교
권선구
| - 고색중학교 - 곡반중학교 - 곡선중학교 - 구운중학교 | - 권선중학교 - 남수원중학교 - 능실중학교 - 상촌중학교 | - 서호중학교 - 세류중학교 - 영신중학교 - 칠보중학교 | - 호매실중학교 - 화홍중학교 |

영통구
| - 광교중학교 - 동수원중학교 - 망포중학교 - 매원중학교 - 매탄중학교 | - 매현중학교 - 산남중학교 - 수원다산중학교 - 수원원일중학교 - 연무중학교 | - 영덕중학교 - 영동중학교 - 영일중학교 - 영통중학교 - 원천중학교 | - 이의중학교 - 잠원중학교 - 중앙기독중학교 - 청명중학교 - 태장중학교 |

장안구
| - 경기체육중학교 - 대평중학교 - 명인중학교 - 송원중학교 | - 수성중학교 - 수원북중학교 - 수일여자중학교 | - 수일중학교 - 율전중학교 - 이목중학교 | - 조원중학교 - 창용중학교 - 천천중학교 |

팔달구
| - 동성중학교 - 매향중학교 - 삼일중학교 | - 수원제일중학교 - 수원중학교 | - 숙지중학교 - 영복여자중학교 | - 율현중학교 - 정천중학교 |

### 고등학교
권선구
| - 호매실고등학교 - 화홍고등학교 - 경기대명고등학교 - 고색고등학교 - 곡정고등학교 - 권선고등학교 - 칠보고등학교 | - 영신여자고등학교(사립) - 한봄고등학교(사립) |

영통구
| - 청명고등학교 - 태장고등학교 - 효원고등학교 - 광교고등학교 - 망포고등학교 - 매원고등학교 - 매탄고등학교 | - 수원외국어고등학교 - 수원정보과학고등학교 - 수원하이텍고등학교 - 영덕고등학교 - 이의고등학교 |

장안구
| - 조원고등학교 - 천천고등학교 - 경기과학고등학교 - 경기체육고등학교 - 대평고등학교 - 수성고등학교 - 수원농생명과학고등학교 | - 수일고등학교 - 장안고등학교 - 동우여자고등학교(사립) - 동원고등학교(사립) - 영생고등학교(사립) |

팔달구
| - 수원여자고등학교 - 숙지고등학교 - 율천고등학교 - 매향여자정보고등학교(사립) - 삼일고등학교(사립) - 삼일공업고등학교(사립) - 수원고등학교(사립) | - 수원공업고등학교(사립) - 영복여자고등학교(사립) - 유신고등학교(사립) - 창현고등학교(사립) |

### 특수학교
권선구
| - 자혜학교 |

영통구
| - 아름학교 |

장안구
| - 수원서광학교 |

## 같이 보기
- 대한민국 교육부
- 경기도교육청